# Kumho, Hamgyong Nam
Kumho (Hán Việt: Cầm Hồ) là một địa khu của tỉnh Hamgyong Nam tại Cộng hòa Dân chủ Nhân dân Triều Tiên. Kumho từng là một phần của thành phố Sinpo lân cận cho đến năm 1995, khi nó trở thành một đặc khu nằm dưới quyền điều hành trực tiếp của tỉnh. Tổng cộng, 1 ri và 1 khu lao động được hợp nhất để tạo nên một thực thể mới.
Tại Kumho gần Sinpo vào năm 1987 tòa nhà nhà máy hạt nhân quốc gia đầu tiên đã được Liên Xô xây dựng song việc xây dựng đã chấm dứt vào năm 1991 vì lý do tài chính và 1993 vì lý do chính trị.
Về sau nơi đây trở thành điểm được lên kế hoạch phát triển hai lò phản ứng do Cơ quan Phát triển Năng lượng Bán đảo Triều Tiên (KEDO) xây dựng với sự hỗ trợ của quốc tế. Việc chuẩn bị và xây dựng được tiến hành vào các năm 1994 và 1997, nhưng các lò phản ứng đã không bao giờ hoàn thành. Người lao động quốc tế cuối cùng đã rời khỏi khu vực này vào tháng 1 năm 2006.
Năm 2008, dân số toàn địa khu Kumho là 37.430 người (17.349 nam và 20 081 nữ), trong đó, dân cư đô thị là 13.316 người (35,6%) còn dân cư nông thôn là 24.114 người (64,2%).